# Гурівщина
Гу́рівщина — село в Україні, у Бучанському районі Київської області. Належить до Дмитрівської сільської громади. Населення згідно перепису 2001 р. становить 298 осіб. Поштовий індекс — 08124. Телефоний код — 4598. Займає площу 4,738 км².

## Історія
У 1720 р. коли село становило частину Ясногородського маєтку, в інветарі маєтку зазначено: пусте селище нині.
Село згадано у тарифі подимного податку Київського воєводства 1754 року зі своєю назвою (польськ. Gurowszczyzna). Оплачено чотири злотих, двадцять один грош, до скарбу вісімнадцять злотих, двадцять чотири гроша князям Шуйським.
У липні 1768 року в селі побували козаки Івана Бондаренка.
У 1793 році Гурівщина увійшла до складу Російської імперії. 
На 1795 рік у Гурівщині був 21 двір, нараховувалося 153 жителі, з них чоловічої статі — 79, жіночої 74.
Гурівщина (приписано до приходу Шпитьківської церкви) за 2 версти від Шпитьок при самому шосе. Мешканців обох статей 137. Тут поштова станція, друга від Києва, та корчма, добре оббудовані.
Під час розпродажу Добринським у 1864 р. своїх маєтків при Гурівщині, Микита Парафієвський купив 99 десятин лісу, Платон Броговський — 58 десятин поля і 19 лісу, дружина Броговського — 23 десятин поля, 5 лісу, Катерина Скоробагатько — 128 десятин поля, чехи Тараки — 144 десятин поля і 168 лісу.
У середині 1880-х рр. у Гурівщині нараховувалося православних 150, ревізьких душ 66. Селяни сплачували викуп із Шпитьківськими селянами.
Село належить до історико-етнографічного регіону Середнє Подніпров'я (Наддніпрянщина). 
У лютому 1919 року було взяте більшовиками. На початку вересня — білогвардійцями. У травні 1920 року село було взяте польськими військами.
20 вересня 1921 року повстанський загін генерала В. Нельговського (генерал-хорунжий армії УНР), що перейшов в Україну, мав налагодити зв’язок між Волинською групою Тютюнника і повстанськими загонами Волині. Самостійно діяв також загін Гопанчука, який  пробився на Шепетівку, пройшов міста Славуту, Полонне та Брусилів і 24 листопада досягнув села Гурівщина, що на Житомирському шляху в 25 км від Києва.

## Населення

### Мова
Розподіл населення за рідною мовою за даними перепису 2001 року:
| Мова       | Відсоток |
| ---------- | -------- |
| українська | 96,64%   |
| російська  | 3,02%    |

## Пам'ятки

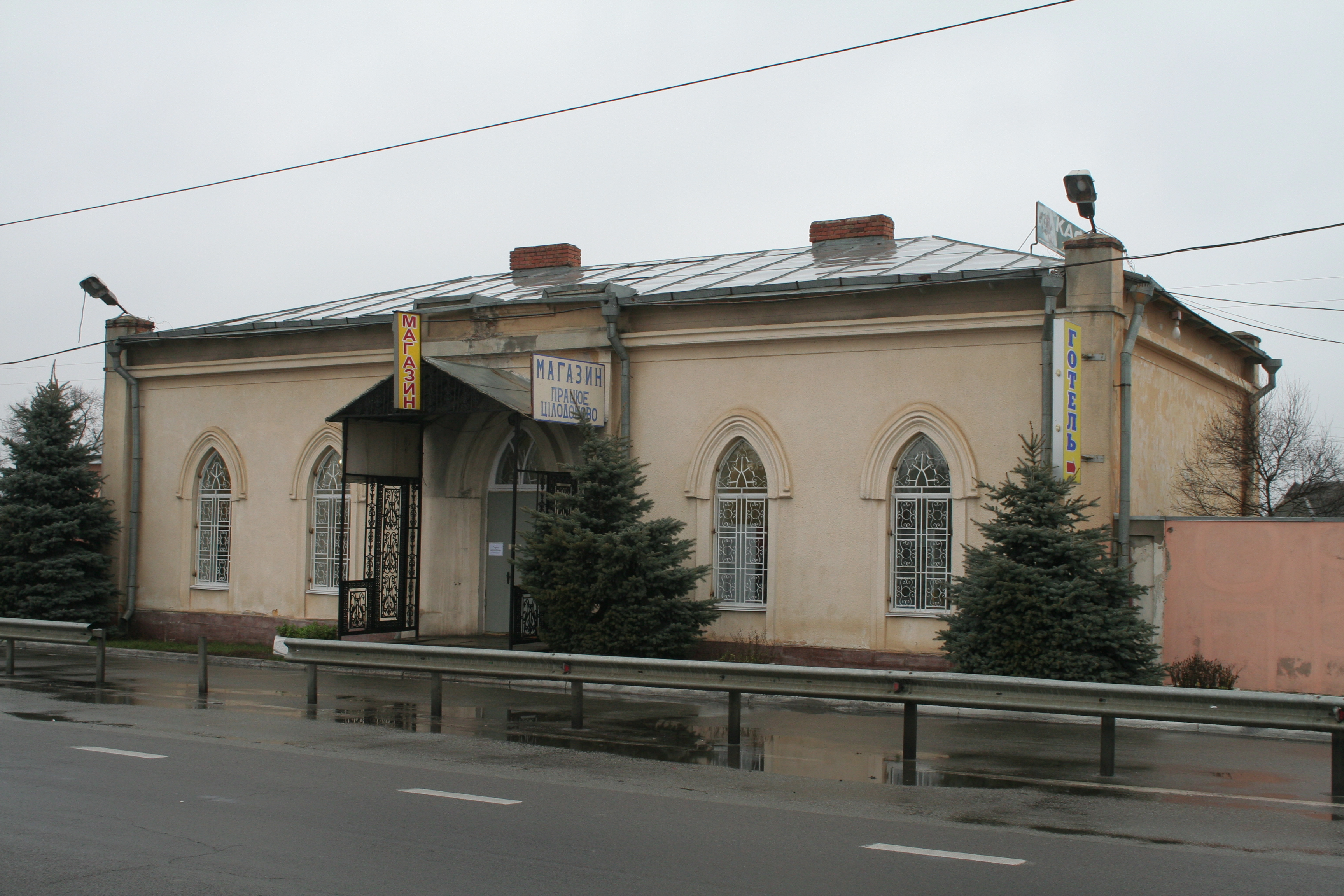
Поштова станція на 32 кілометрі

1846 року біля Гурівщини (нині це майже в центрі сусіднього села Любимівка) була збудована поштова станція — нині пам'ятка архітектури національного значення. Власне станція, у якій розміщувалися кімнати для приїжджих і «імператорські кімнати», являє собою одноповерху цегляну будівлю, Т-подібну в плані, з високими стрілчастими вікнами. Форми будівлі характерні для неоготики. Двір утворюють витягнуті одноповерхові корпуси, що служили ямщіцькою, каретною, стайнею. В комплексі станції: трактир, стайня, візницька і каретна. Нині в приміщенні колишньої поштової станції знаходиться крамниця, кафе і готель.

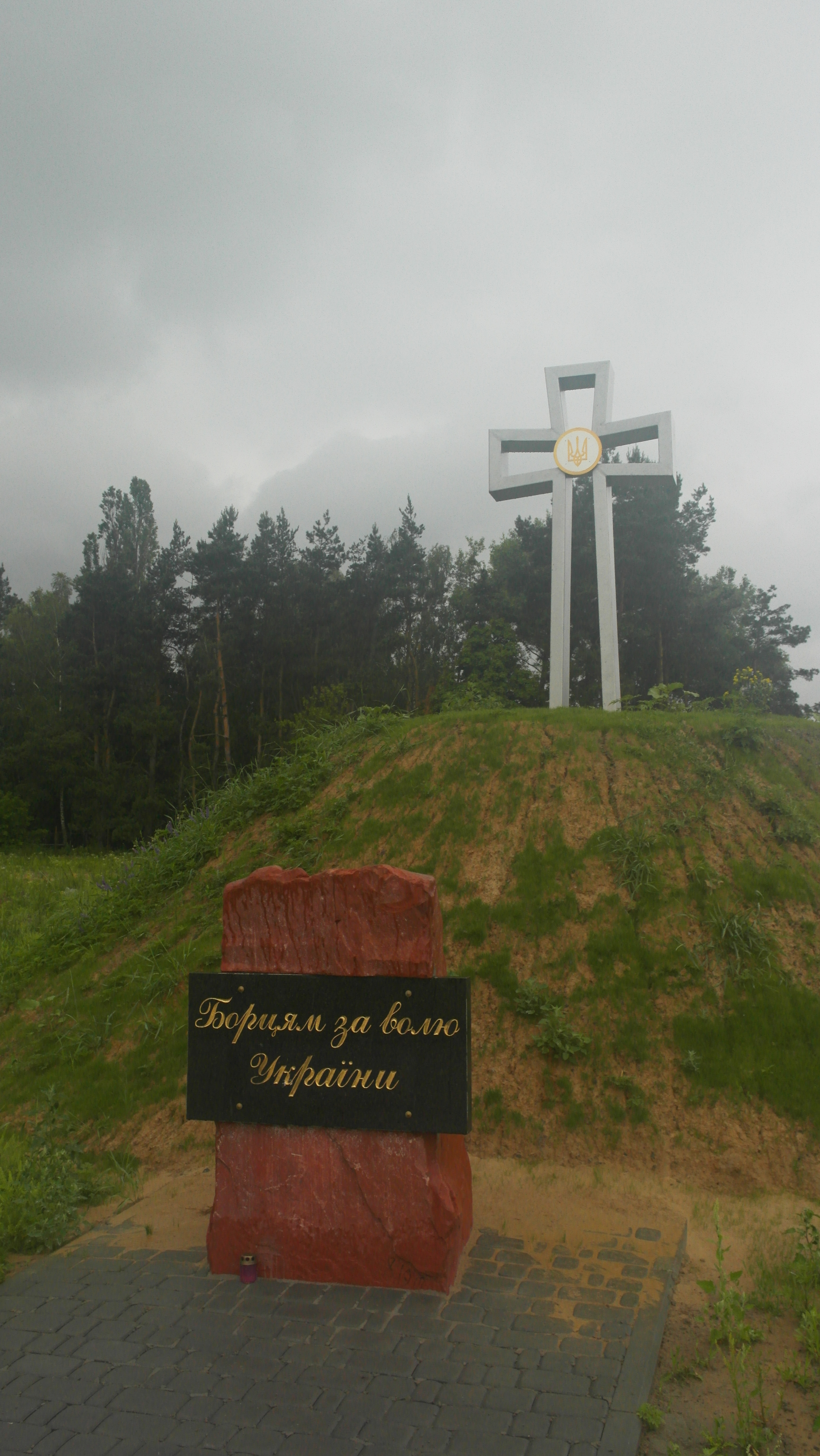
Хрест-меморіал «Борцям за волю України»

Інша пам'ятка — Хрест-меморіал «Борцям за волю України». Його освятив 30 грудня 2013 року патріарх Київський і всієї Руси-України Філарет у співслужінні з митрополитом Переяслав-Хмельницьким і Білоцерківським Епіфанієм та обласним благочинним митрофорним протоієреєм Василієм Чупровським і духовенством району. Пам'ятник знаходиться поблизу цвинтаря.
14 листопада 2016 поряд із хрестом завдяки місцевому депутату Олександру Тигову відкрито пам'ятник загиблим військовим ЗСУ. Він уявляє собою БРДМ на кам'яному постаменті, що була пошкоджена в боях російсько-української війни та схематично відновлена на Житомирському бронетанковому заводі.

## Сьогодення
На території села Гурівщина знаходиться дільнича лікарня, аптека, клуб, бібліотека, кілька магазинів і торговельних павільйонів, 3 кафе, пошта, приватне підприємство з ремонту автотранспорту, Українська православна Свято-Успенська церква.

Павільйони кіностудії «Про ТВ»

Також на території села знаходиться кіностудія Victoria Film Studios. На сьогодні[коли?] це найбільша в Україні кіностудія, яка займається виробництвом, розробкою і постпродакшн. Територія кіностудії Victoria Film Studios займає 36 га. Екскурсії не проводять, але зовні подивитись можна. Вхід до кіностудії схожий на казковий замок. Вхідну частину будівлі прикрашають стилізовані скульптури з фільму «Чужий» і «Хижак».
На її території розташувалися:
- 10 павільйонів, найбільший з них — 2500 м²;
- натурні майданчики з площею близько одного гектара кожен — «Село», «Старе місто», «В'язниця», «Озеро», «Річка», «Поле»;
- склади з реквізитами, костюмами і зброєю;
- найсучасніше обладнання для знімання;
- студія postproduction;
- студія звукозапису.

## Відомі люди
Народилися:
- Драниш Олена Михайлівна (нар. 1957 р.) — радянська та українська акторка.
- Лобза Людмила Михайлівна (нар. 1951 р.) — радянська та українська акторка.
- Пекур Олександр Валентинович (1990—2021) — старший солдат Збройних сил України, учасник російсько-української війни.

Поховані:
- Липчак Федір Федорович (1977—2014) — сержант батальйону «Айдар», загинув у часі боїв за Щастя.

## Фото

Пам'ятник воїнам-односельцям на цвинтарі, які загинули в роки Великої Вітчизняної війни
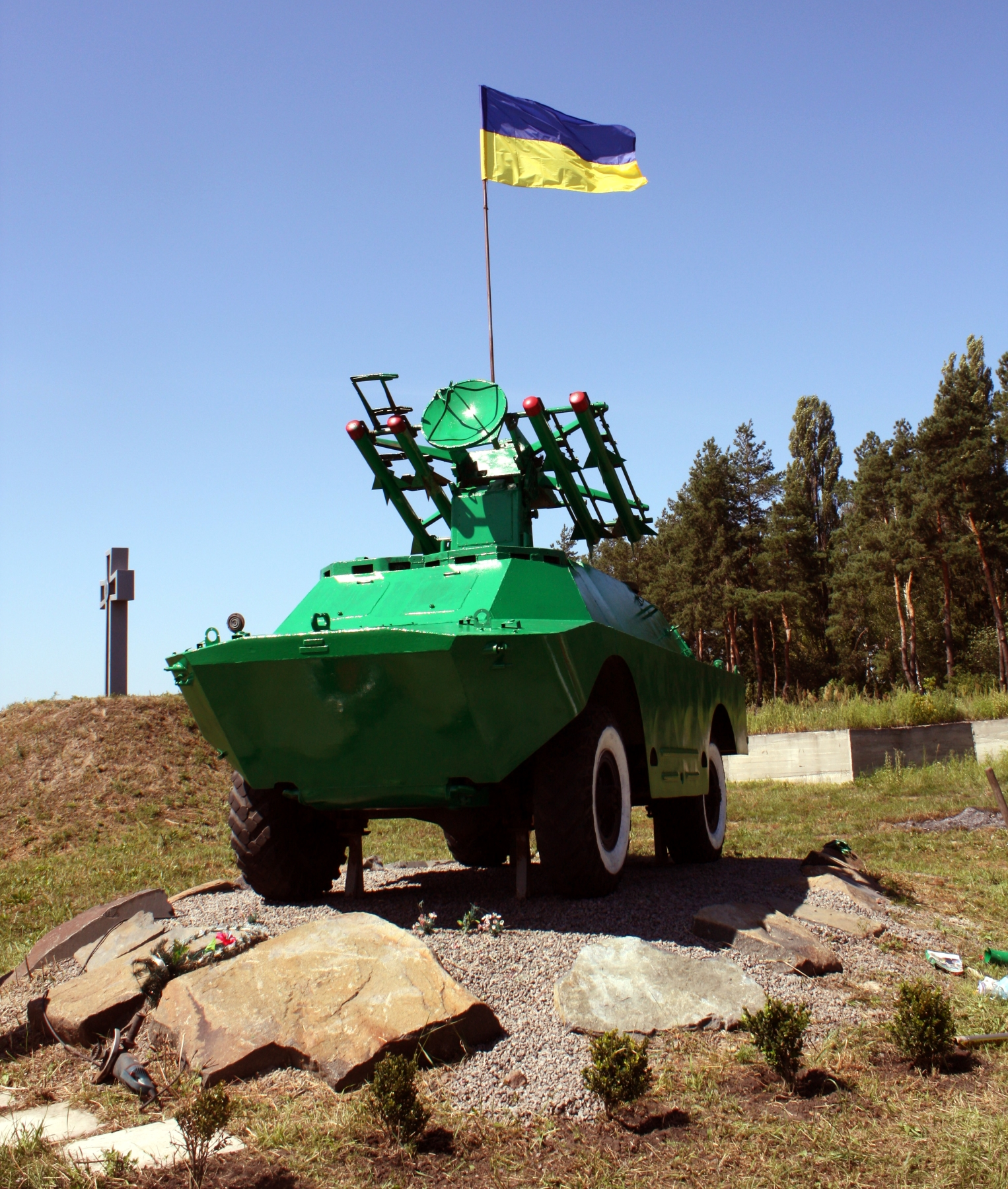
пам’ятник загиблим військовим ЗСУ